# Geschichte der Stadt Elvas
Die Geschichte der Stadt Elvas beschreibt die Ursprünge und die historische Entwicklung der portugiesischen Stadt Elvas.
Als Ergebnis seiner umkämpften Geschichte beherbergt der Ort die größten erhaltenen Bollwerk-Befestigungsanlagen der Welt. Seit dem 30. Juni 2012 gehören sie, wie auch das gesamte historische Stadtzentrum, zum Weltkulturerbe der UNESCO.
Elvas ist heute Sitz eines Landkreises (Concelho) in der südportugiesischen Region des Alentejo und hat 20.730 Einwohner (Stand 19. April 2021).

## Von den Anfängen bis zur arabischen Stadt
Die ältesten Funde stammen aus der Altsteinzeit, doch sind es vor allem die 23 Grabmäler (port. Antas) aus der frühen Kupfersteinzeit, die eine vorgeschichtliche Besiedlung des Gebietes seit etwa 6000 Jahren belegen. In der Eisenzeit entstand hier eine erste befestigte Siedlung. Während der Castrokultur bestand dann bereits ein regelmäßiger Handel mit dem Mittelmeerraum. So wurden im Castro de Segóvia zwischen Elvas und Campo Maior punische und griechische Keramiken gefunden.
Im Verlauf ihrer Eroberungsfeldzüge Anfang des 2. Jahrhunderts v. Chr. unterwarfen die Römer auch die hiesigen Siedlungen der Keltiberer, die dann ein Teil der Provinz Lusitanien wurden.
Die Römer befestigten den Ort, der ein Sicherungsposten der Handelsroute zwischen Emerita Augusta (heute Mérida) über Ebura (heute Évora) nach Olisipo (heute Lissabon) war. Zu den bedeutendsten Ausgrabung aus römischer Zeit gehören hier u. a. 23 Villae, 15 Grabstätten und zwei Steinbrüche.
Ab etwa 470 n. Chr. fielen germanische Stämme in die römischen Provinzen auf der Iberischen Halbinsel ein. Ab Mitte des 6. Jahrhunderts stand das Gebiet von Elvas unter der Herrschaft der Westgoten, jedoch gibt es wenig Funde aus der Zeit. Zwei Marmorsäulen werden ihnen hier zugeschrieben.

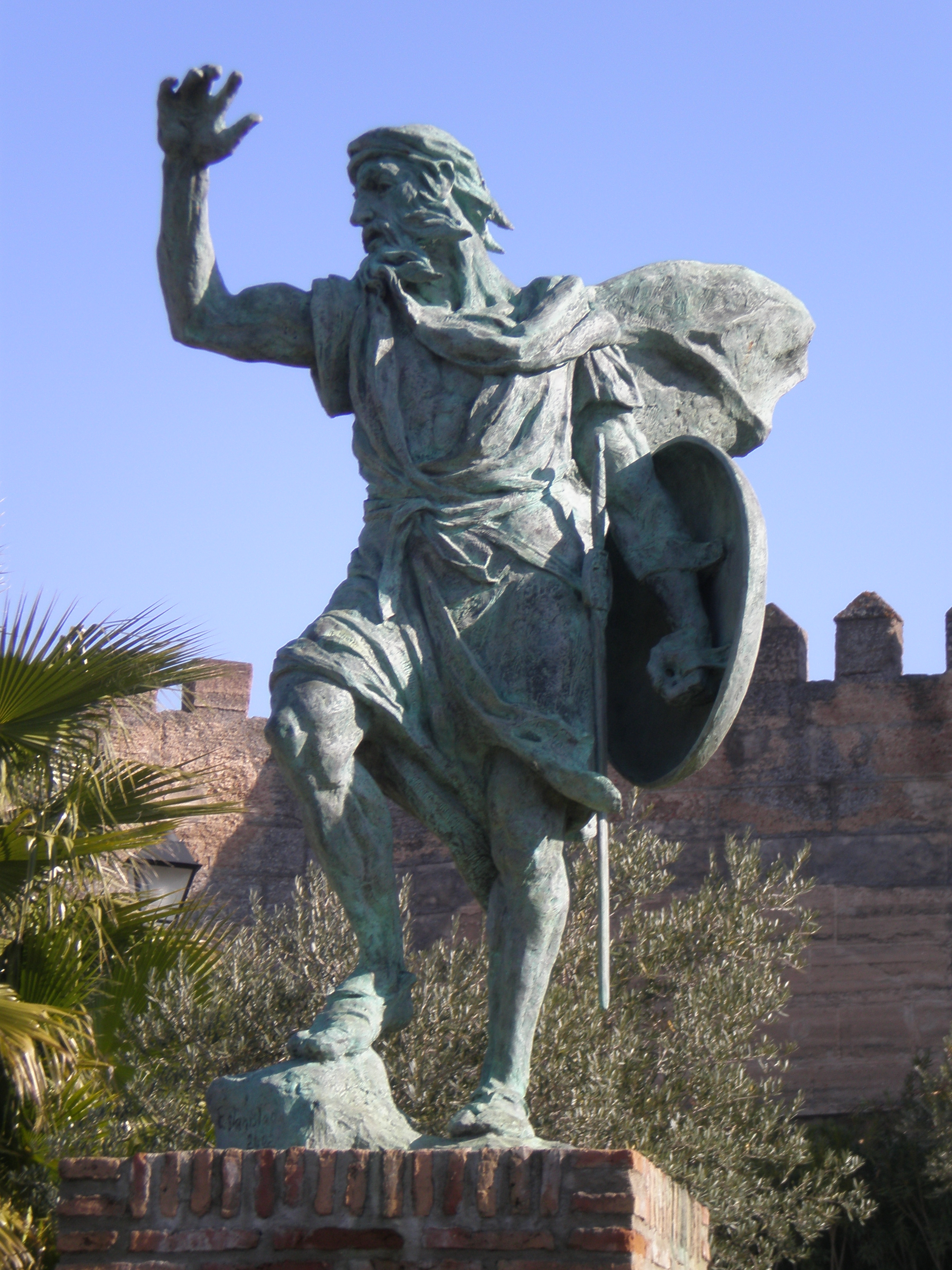
Der Stadtgründer Ibn Marwan

Ab 711 eroberten die Araber die Iberische Halbinsel. Inzwischen gilt als gesichert, dass die vorherige Siedlung nicht exakt auf dem Hügel existierte, auf dem die arabische Ortschaft nach 884 entstand. Elvas wird somit häufig als arabische Neugründung gesehen und gilt in dem Zusammenhang als ein anschauliches Model islamischen Städtebaus in Portugal. So ließ Ortsgründer Ibn Marwan vermutlich mit Überresten römischer Befestigungen die hiesige Siedlung neu anlegen und befestigen, als strategischen Ort namens Ialbax oder Yalbas, nahe Batalyaws (heute Badajoz). Etwa 913 erhielt Ialbax eine verstärkte Festungsanlage. Im 11. Jahrhundert erhielt der Ort eine zweite Stadtmauer mit mehreren Stadttoren. Grund war die Bevölkerungszunahme als Folge seiner stetig gewachsenen Bedeutung. Die Stadt lag auf den regionalen Handelsrouten, meist entlang ursprünglicher Römerstraßen, zwischen den Orten Batalyaws (Badajoz), al-Quasr (Alcácer do Sal), Chantirein oder Santarin (Santarém) und Ushbûna oder al-Usbuna (Lissabon). Der Geograf al-Idrisi beschrieb den Ort als stark befestigt, nahezu uneinnehmbar, mit regem Handel und schönen Frauen.
Ab dem 12. Jahrhundert wurde auch Ialbax Ziel christlicher Anstürme im Verlauf der Reconquista. Die Mauren eroberten die Stadt nach einer ersten Einnahme 1166 durch König D.Afonso Henriques zurück. Nach einer nur vorübergehend erfolgreichen Belagerung 1226 durch König Sancho II. fiel Elvas 1229 dann an die christlichen Heere (andere Quellen nennen eine endgültige Eroberung erst 1230).

## Von der christlichen Eroberung bis zur Restauration 1640

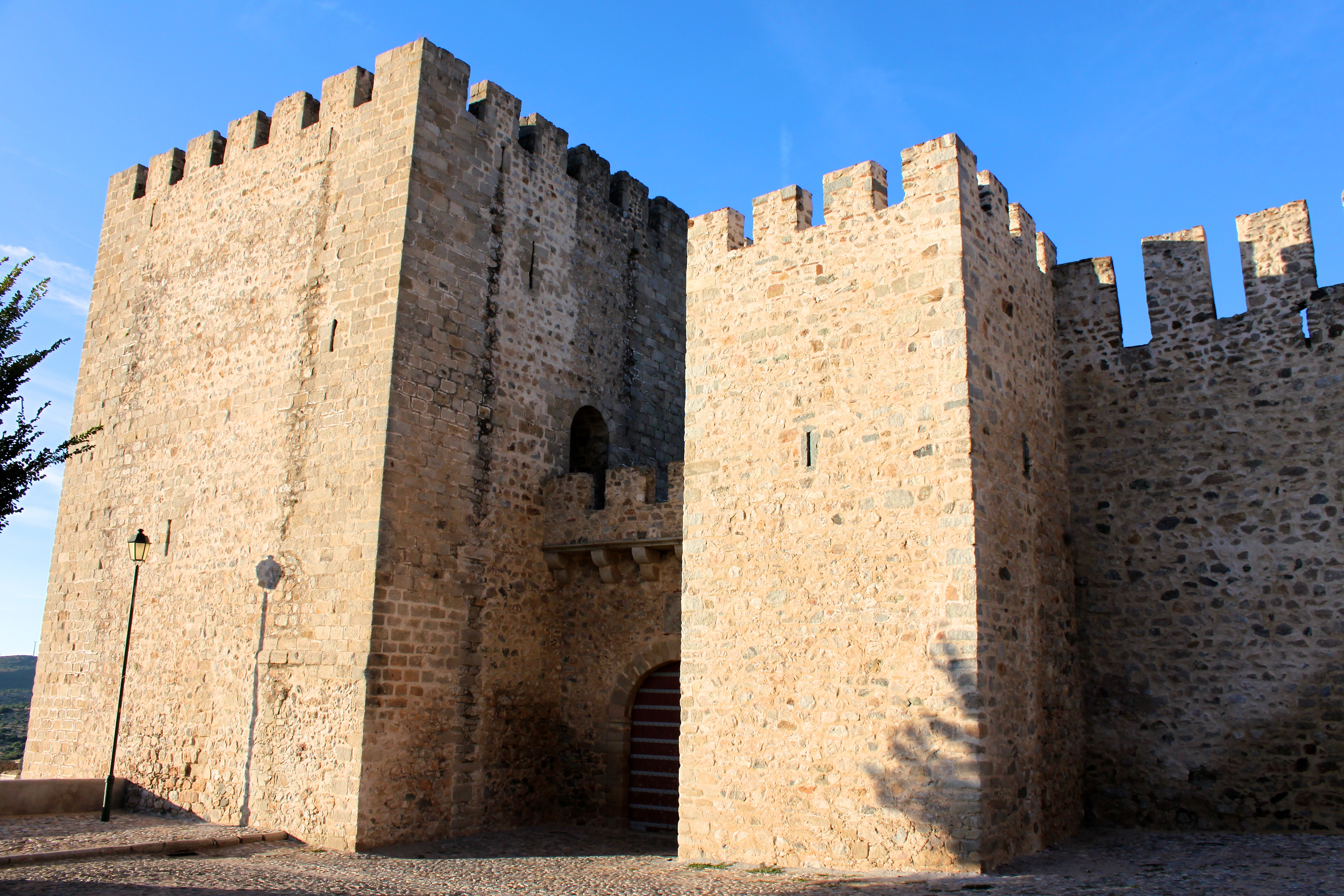
Tor zur Burg Castelo de Elvas

Erste Stadtrechte erhielt das weiter umkämpfte Elvas noch 1229, welche 1263, nach dem Rückzug der Araber und Abschluss der portugiesischen Reconquista, bestätigt wurden. Elvas wurde Sitz eines Kreises im Bistum Évora mit vier Gemeinden. Die bestehenden arabischen Befestigungen wurden nach ihrem einsetzenden Verfall im 14. Jahrhundert erweitert und neu errichtet. So ließ König D.Afonso IV. eine dritte Festungsmauer um den Ort ziehen, nachdem er sich eine Zeit hier aufgehalten hatte. Sie wurde in der Amtszeit des Königs D.Fernando I. fertiggestellt und verfügte über 22 Türme und 11 Tore.
Während der Auseinandersetzungen des portugiesischen Königs D.Fernando I. mit dem Königreich Kastilien wurde Elvas 1381 Ziel kastilischer Angriffe. Dabei hielt die Stadt dank ihrer Befestigungen einer 25 Tage andauernden Belagerung stand, durch die ein Vorrücken der französisch-spanischen Truppen auf Lissabon verhindert wurde. In der Folge konnten zur Hilfe gerufene englische Kräfte unter Edmund von Cambridge ungehindert dort landen und dem belagerten Elvas beistehen. Eine Schlacht der hier dergestalt aufeinander treffenden Heere wurde, nach kleineren Scharmützeln, durch den Friedensvertrag vom 17. Juli 1381 verhindert. Den folgenden kriegerischen Auseinandersetzungen nach der Revolution von 1383, die einen Bürgerkrieg und einen Krieg mit Kastilien auslöste, schloss sich nach der Schlacht von Aljubarrota am 14. August 1385 eine Phase der Erholung und des Friedens an. Das konsolidierte Königreich Portugal entwickelte sich in der Folge stark und stieg zur Seemacht auf.
König Manuel I. erhob Elvas 1513 zur Stadt (Cidade), die durch zahlreiche Baumaßnahmen der Renaissance neu gestaltet wurde. Neben einigen Straßen entstand nach Entwürfen des Architekten Francisco de Arruda so der zentrale Platz des Ortes, das Rathaus, und das neue, erst 1622 fertiggestellte Aquädukt. 1570 wurde Elvas Bischofssitz, zudem entstanden einige neue Klöster hier. So nahm Elvas deutlich am Aufschwung des Landes teil, der durch die ankommenden Reichtümer in Folge des entstandenen Portugiesischen Weltreichs ausgelöst wurde. Mit der Krise des portugiesischen Königshauses und der folgenden Personalunion mit Spanien (1580–1640) erlebte dann auch Elvas einen Abstieg. Bereits am 3. Dezember erklärte die Stadt daher ihre Unterstützung der am 1. Dezember 1640 ausgebrochenen Revolution, in deren Folge die portugiesische Unabhängigkeit wiederhergestellt wurde.

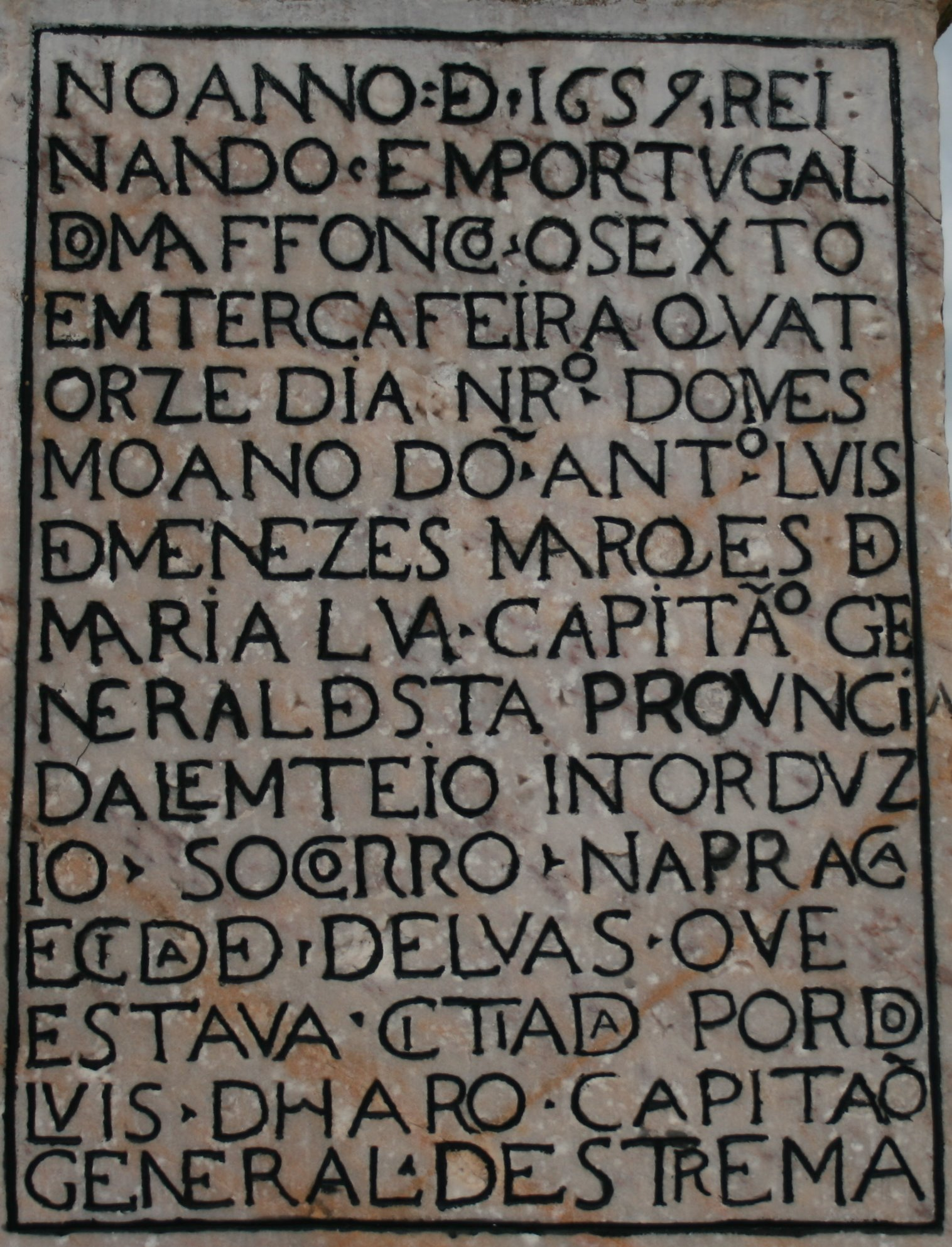
Historische Schriftplatte am Denkmal der Schlacht vom 14. Januar 1659

Nachdem Elvas als strategisch wichtiger Ort zu einer der bedeutendsten Festungen des Landes ausgebaut worden war, wurde der Ort mehrmals Schauplatz des Restaurationskrieges, der als Folge der Revolution von 1640 ausbrach. So fand hier, nach ersten Scharmützeln 1640 und schweren spanischen Angriffen 1658, am 14. Januar 1659 eine der entscheidenden Schlachten um die Unabhängigkeit Portugals statt. Das spanische Heer Luís de Haros, bestehend aus 12.000 Mann Infanterie und 3.500 Reitern, blieb bei seinem Ansturm auf das belagerte Elvas erfolglos und wurde von dessen 20.000 Mann Besatzung und 20 Geschützen geschlagen. Zwar war Elvas danach weiterhin eine der bedeutendsten Festungsstädte des Landes, doch blieb es von der folgenden Krise im befriedeten Land nicht verschont. Die vom Krieg geleerten Staatskassen ermöglichten, in Elvas wie in ganz Portugal, nur einen zögerlichen Wiederaufbau, und auch andere wirtschaftliche Impulse blieben aus, bis zur Belebung des Brasilienhandels und dessen Wirkung auf die Kolonialmacht Portugal ab Mitte des 17. Jahrhunderts.

## Nach der Restauration bis zur Estado Novo-Diktatur

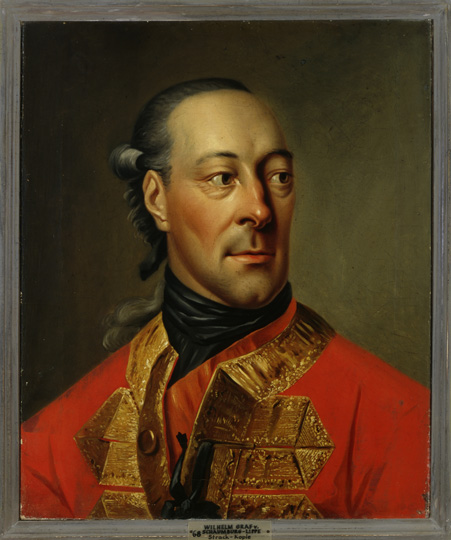
Wilhelm zu Schaumburg-Lippe

Durch die Verwicklung Portugals in den Erbfolgekrieg Spaniens wurde die Stadt 1704 erneut Schauplatz spanischer Invasionen. Angesichts seiner weiterhin wichtigen strategischen Lage wurde Elvas 1732 Sitz einer von zwei neugeschaffenen Militärakademien (die zweite entstand in Almeida, während die beiden ersten Akademien in Lissabon und Viana do Castelo verblieben). Elvas bereitete sich erneut auf Kriegshandlungen vor, als Portugal durch sein Festhalten am Pakt mit England in den Siebenjährigen Krieg gezogen wurde. Portugal war in der Folge erneut Ziel spanischer Angriffe. Der deutsche Graf Wilhelm zu Schaumburg-Lippe übernahm im Auftrag des absolutistischen Ministerpräsidenten Sebastião José de Carvalho e Melo, Marquês de Pombal, die Leitung großer Teile der Verteidigung. Er errichtete dabei weitere Verteidigungsanlagen in Elvas. Die Stadt selbst blieb weitgehend von Kriegshandlungen unbetroffen, so wie es im ganzen Land kaum zu Kampfhandlungen gekommen war, weswegen der Krieg in Portugal als Guerra Fantástica (dt. etwa: Phantasiekrieg) bekannt ist. Der Pariser Frieden 1763 beendete den Krieg, bevor er auch hier größerer Ausmaße annehmen konnte. Die Befestigungen von Elvas wurden indes weiter ausgebaut, da die weiterhin hohe strategische Bedeutung der Stadt deutlich geworden war. Elvas zählte nun zu den weltweit stärksten landesinneren Befestigungsanlagen.
Im Verlauf des für Spanien siegreichen Orangen-Kriegs hatte es 1801 einen erfolglos gebliebenen spanischen Versuch unter Manuel de Godoy gegeben, Elvas zu erobern. Am 11. März 1808 brachten spanisch-französische Truppen unter Francisco Solano die Stadt dann unter ihre Kontrolle. Am 29. Juli 1808 schlugen französische Truppen unter General Loison hier eine portugiesisch-spanische Rebellenarmee vernichtend, und Elvas erlebte am 3. August des Jahres Plünderungen. Die zwischenzeitlich in Lavos bei Figueira da Foz gelandete englische Armee unter dem späteren General Wellington erreichte am 15. August Elvas. Nach dem Abzug der Franzosen blieben die Engländer in der Stadt, bis sie nach dem britisch-spanischen Abkommen im Januar 1809 ebenfalls abzogen. Angesichts einer erneut drohenden französischen Invasion wurden 1810 die Festungsanlagen von Elvas umgebaut. Die Stadt selbst blieb bei den nahen Kampfhandlung unberührt, als der britische General Beresford hier am 4. April 1811 seine Truppen für einen Angriff gegen die Armee des französischen Generals Soult in Olivença und Badajoz vorbereitete. Bei der Belagerung von Badajoz (1812) lagerte dann General Wellington in Monte da Gramicha, einer kleinen Ortschaft im Kreis Elvas. Erst bei dessen letzten Belagerung von Badajoz gelang seinen portugiesisch-britischen Truppen vom 6. bis 9. April 1811 die Eroberung von Badajoz. Der General der französischen Kräfte in Badajoz, Armand Philippon, wurde kurz darauf in Elvas festgenommen. Nach Ende der Kampfhandlungen wurde hier, im Festungsabschnitt Baluarte da Corujeira, ein Friedhof für die protestantischen britischen Gefallenen eingerichtet.

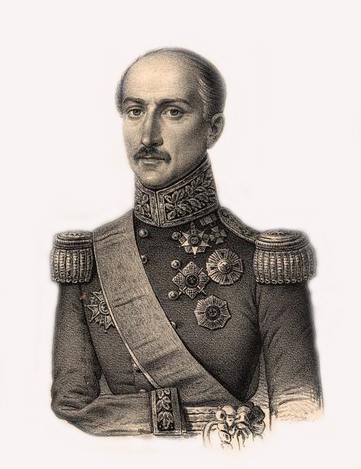
Sá da Bandeira

In der Liberalen Revolution 1822 stand das von Kirche und Militär dominierte Elvas auf Seiten der Absolutisten. Nach dem Sieg der Liberalen im Miguelistenkrieg nahm die Bedeutung von Elvas dann kontinuierlich ab. So wurde bei der Schaffung der Regierungsdistrikte 1835, im Zuge der liberalen Verwaltungsreform, das kleinere, der neuen Regierung jedoch loyalere Portalegre Distrikthauptstadt. In Elvas hingegen wurden nun die militärischen Einrichtungen reduziert, und mit den liberalen, antikirchlichen Gesetzen und Enteignungen verschwanden eine Reihe hier ansässiger Klöster. Zudem wurde der seit 1832 amtierende Ângelo de Nossa Senhora da Boa-Morte der letzte Bischof Elvas. In der Folge stieg die antiliberale Haltung in Elvas weiter. Um ihr zu begegnen, wurde Sá da Bandeira Ende des Jahres 1840 Gouverneur der Garnisonsstadt, dessen Aufgabe auch der Abbau der antiliberalen Stimmung in Elvas war. In der zweiten Hälfte des 19. Jahrhunderts erlebte Elvas dann eine relative Blüte, insbesondere nach Eröffnung der neuen Straße (Estrada Real) nach Lissabon 1857 und der Ankunft der Eisenbahn 1863. Neben dem aufblühenden Handel und den hier entstehenden intellektuellen Zirkeln setzte auch der Erfolg der „Pflaumen von Elvas“ (port.: Ameixas de Elvas, eine Süßspeise) wirtschaftliche Impulse. 1880 wurde die städtische Bibliothek eröffnet, und eine Reihe Zeitungen erschienen in der Stadt.
Nach dem Sturz der portugiesischen Monarchie und der Ausrufung der Portugiesischen Republik im Jahr 1910 kühlte das politische Klima auch in Elvas zunehmend ab, wo bereits 1921 die monarchistische Partei wieder Wahlsieger wurde. Nach der fehlgeschlagenen monarchistischen Revolte vom 18. April 1925 verbüßten eine Reihe ihrer Aktivisten in Elvas Haftstrafen, darunter Gomes da Costa und Sinel de Cordes. Hier planten sie ihren Staatsstreich vom 28. Mai 1926, der zur Militärdiktatur und dem seit 1932 eingerichteten semifaschistischen Estado-Novo-Regime führte. Der Ort erlebte unter Förderung des neuen Regimes einige Modernisierungen. Nachdem in den 1930er Jahren u. a. das Kino gebaut wurde, sah die Stadt vor allem in den 1940er Jahren eine Reihe Neuerungen, darunter mit den Neubauvierteln eine erstmalige Erweiterung der Stadt außerhalb der äußeren Stadtmauern. Neben einer Vielzahl neuer Gebäude wurde hier auch die erste Pousada in Portugal eingerichtet, die Pousada de Santa Luzia.

## Von der Nelkenrevolution bis heute
Mit der Nelkenrevolution am 25. April 1974 und dem Ende des Estado Novo erlebte die Stadt durch Neubauviertel und Demokratisierung seiner Einrichtungen einen äußeren und inneren Wandel. Seit den 1980er Jahren kam dazu ein wirtschaftlicher Aufschwung, parallel zur allgemeinen Entwicklung des Landes. Mit der schwindenden Bedeutung seiner Grenzfunktion und seiner Landwirtschaft in Folge des EU-Beitritts Portugals 1986 wurde auch die wirtschaftliche Entwicklung der Stadt gedämpft. Sie konnte daher, trotz aller Fortschritte, vergleichsweise wenig profitieren von den wirtschaftlichen Boomjahren in Portugal während der 1990er Jahre.
Die Region des Alentejo, zu der Elvas gehört, gilt bis heute insgesamt als strukturschwach und von Bevölkerungsschwund betroffen. Doch gilt Elvas dabei auch als Stadt mit Lebensqualität. So sah die Wochenzeitung Expresso die Stadt auf dem 12. Platz ihrer 2007 durchgeführten Untersuchung der lebenswertesten Städte Portugals. Neue Impulse erwartet die Stadt durch den Fremdenverkehr in Folge der Anerkennung als Weltkulturerbe, und durch die Realisierung der seit 2006 angekündigten spanisch-portugiesischen Großinvestition in einen Logistikpark, der Plataforma logística Elvas/Badajoz.

## Der Ortsname
Der Name der ursprünglichen keltischen Siedlung ist nicht einwandfrei überliefert. So ist die Annahme unbelegt, der heutige Name Elvas leite sich vom damaligen Ortsnamen Alba oder Elba ab, der auch bei Plinius (24–79 n. Chr.) erwähnt wird. Eine andere Annahme, u. a. von André de Resende (1500–1573), führt die Bezeichnung auf hier siedelnde Helvetier zurück, die den Ort 999 v. Chr. gegründet haben sollen, im Zuge keltischer Einwanderung. Bei den Römern war der Ort fortan als Elvii vermerkt, wobei unbekannt ist, ob der Name von den Römern tatsächlich aus Alba oder Elba abgeleitet wurde, oder ob er eher von Gaius Marcus Helvius inspiriert wurde, der Proprätor der Provinz Hispania ulterior war.
Die seit der christlichen Eroberung gebräuchliche Ortsbezeichnung Elvas kommt aus der arabischen Bezeichnung als Albaxarnal, Elbax, Ialbax oder Yalbas, gelegentlich auch mit Ielche angegeben. Die Herkunft dieser arabischen Bezeichnung ist ebenfalls ungeklärt und wurde vermutlich dem beschriebenen, lokal gebräuchlichen Ortsnamen entlehnt.

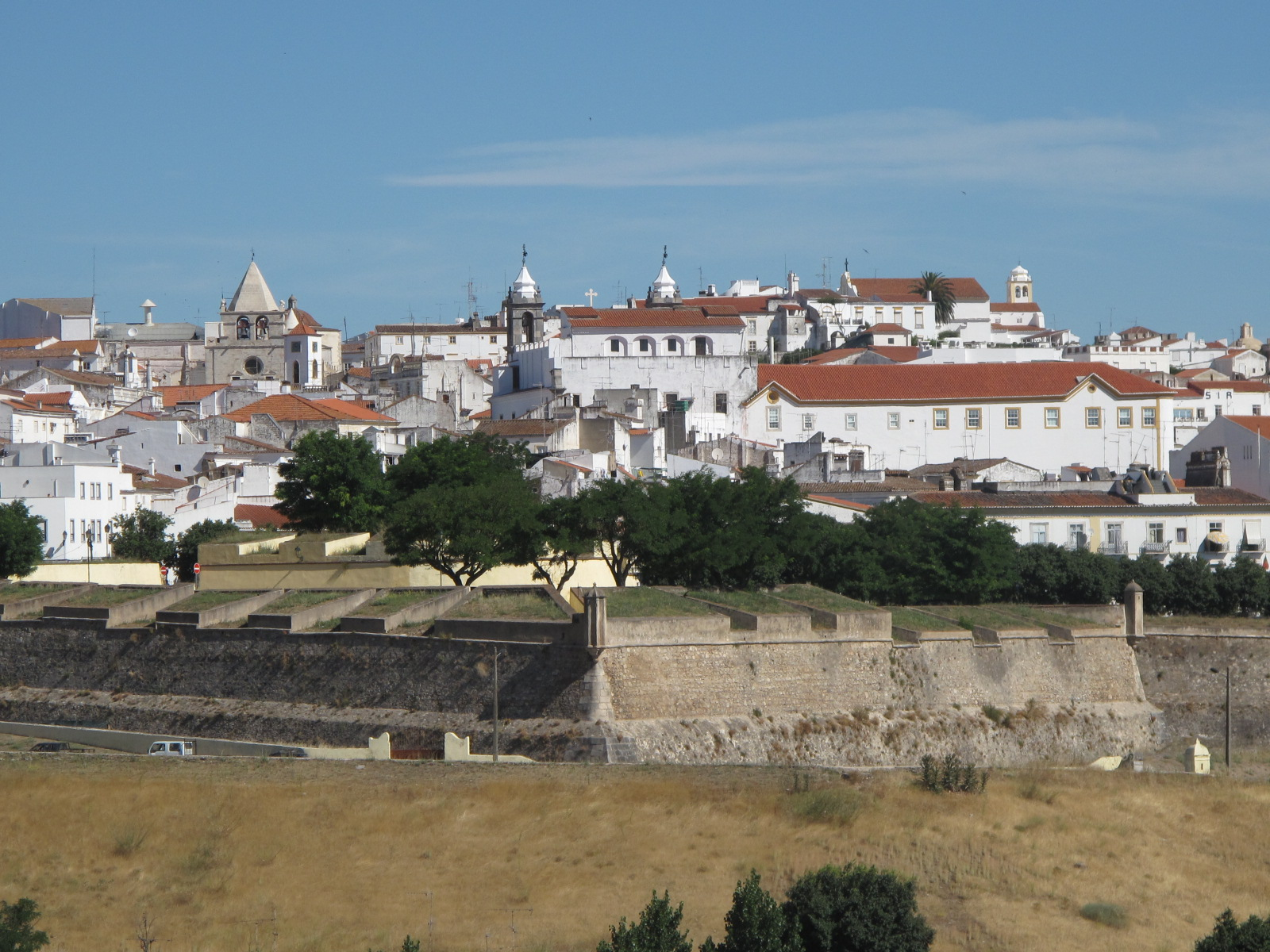
Blick von der Zitadelle auf den historischen Ortskern von Elvas
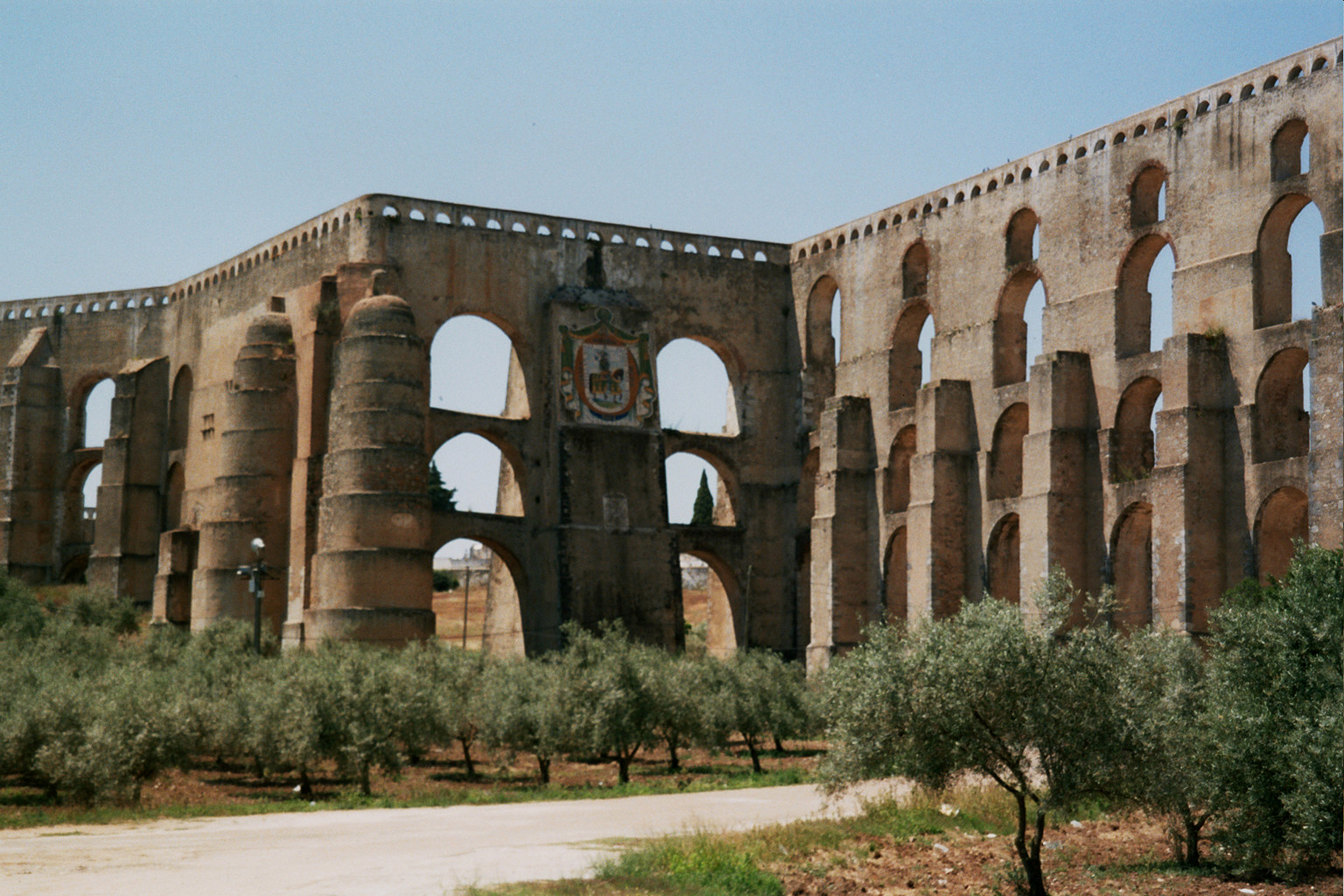
Der Aquädukt von Elvas
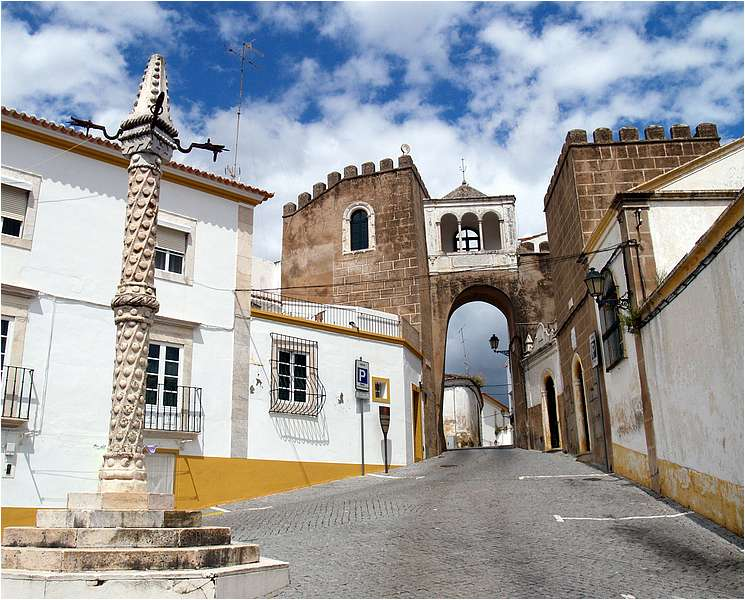
Eines der Stadttore im historischen Zentrum, davor der Schandpfahl
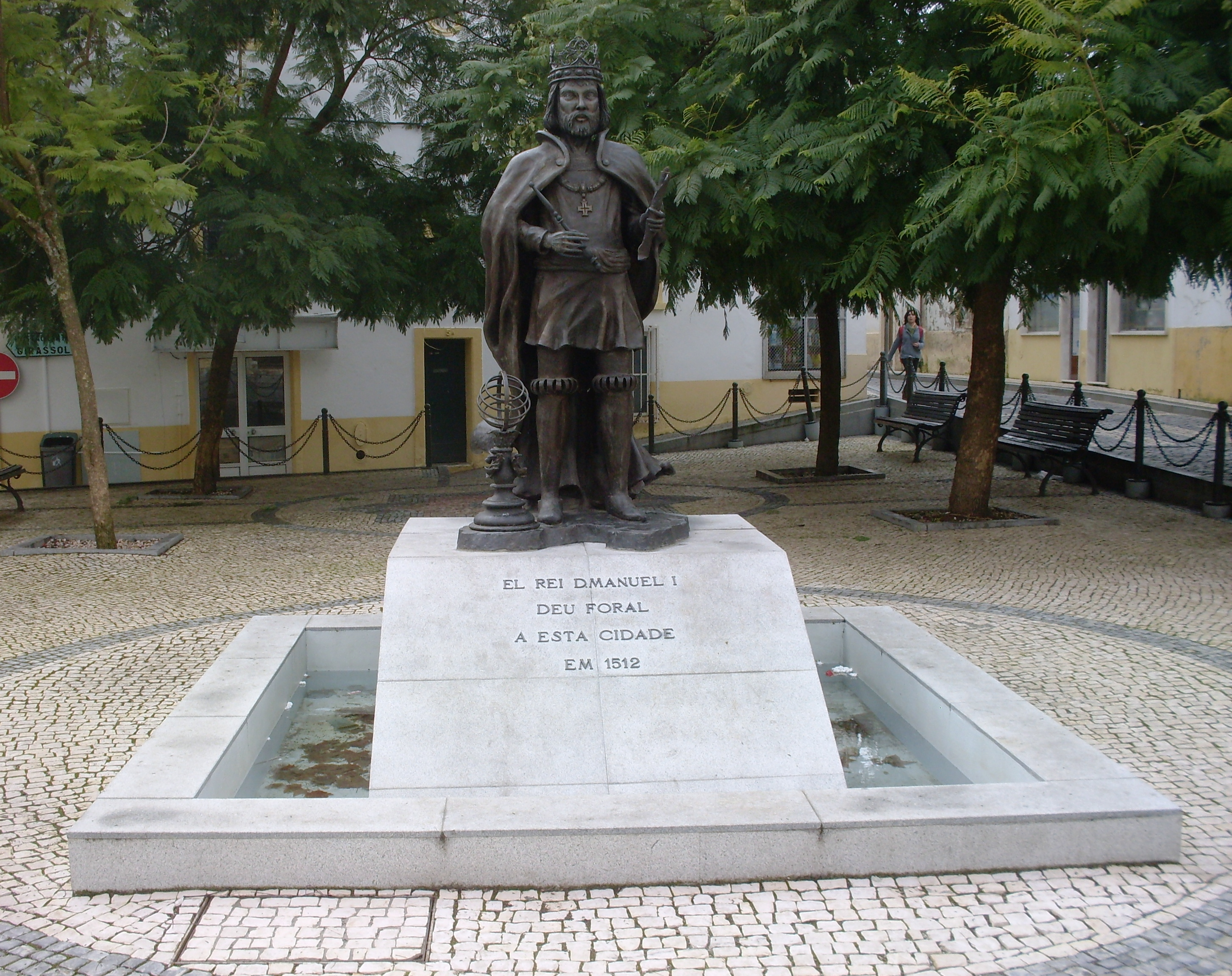
Statue des Königs Manuel I. in Elvas
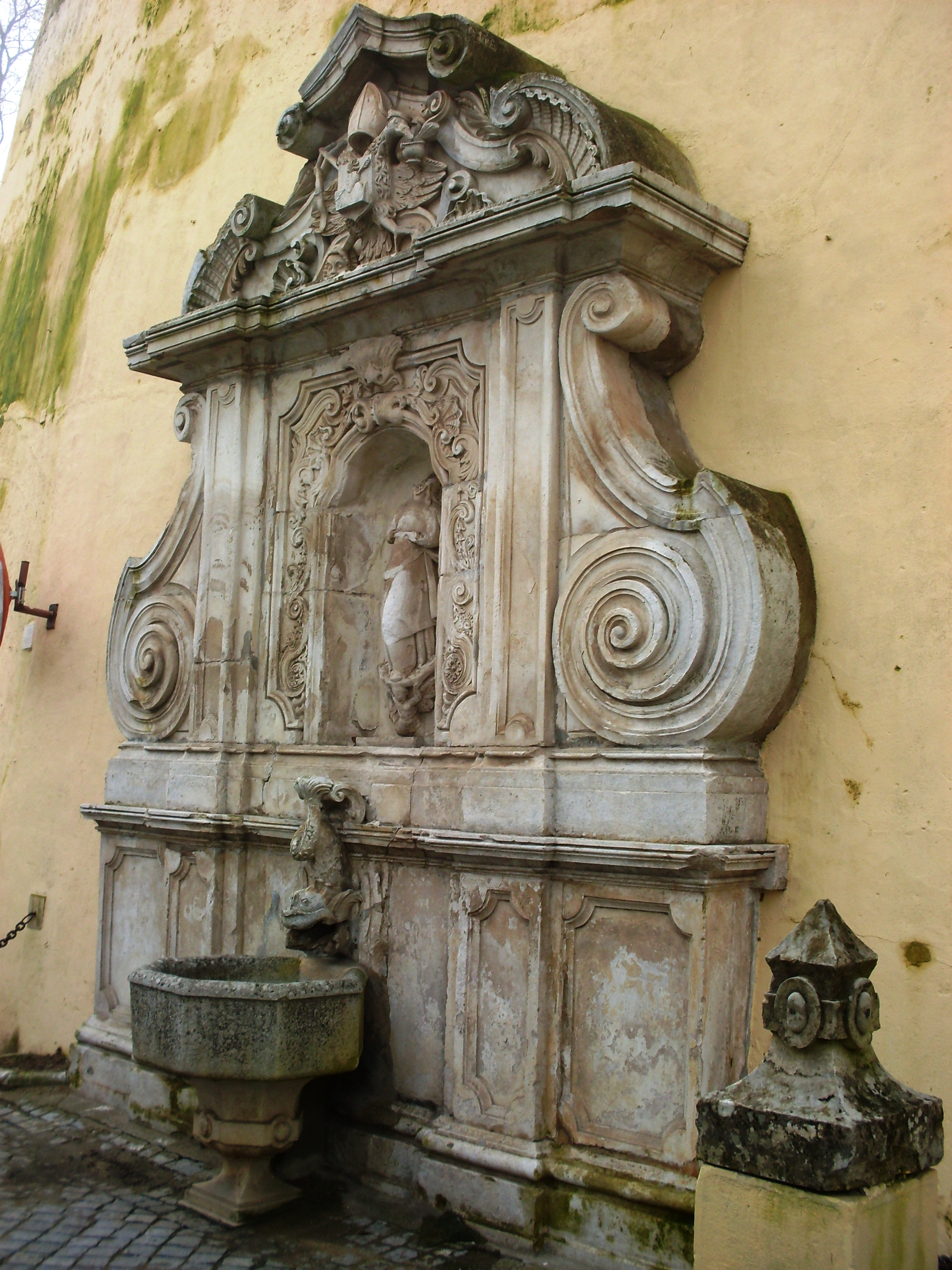
Brunnen im historischen Ortskern von Elvas
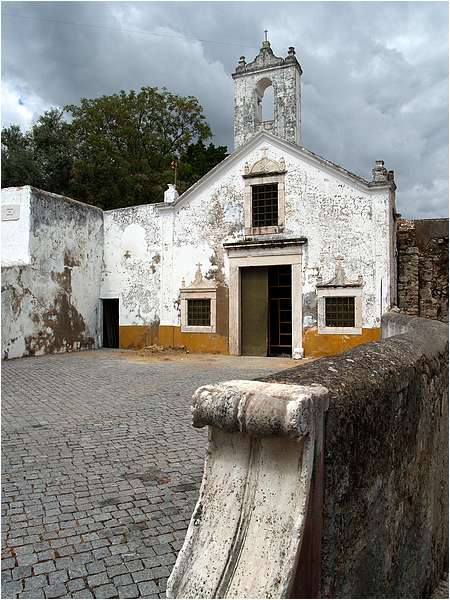
Kapelle des englischen Friedhofs
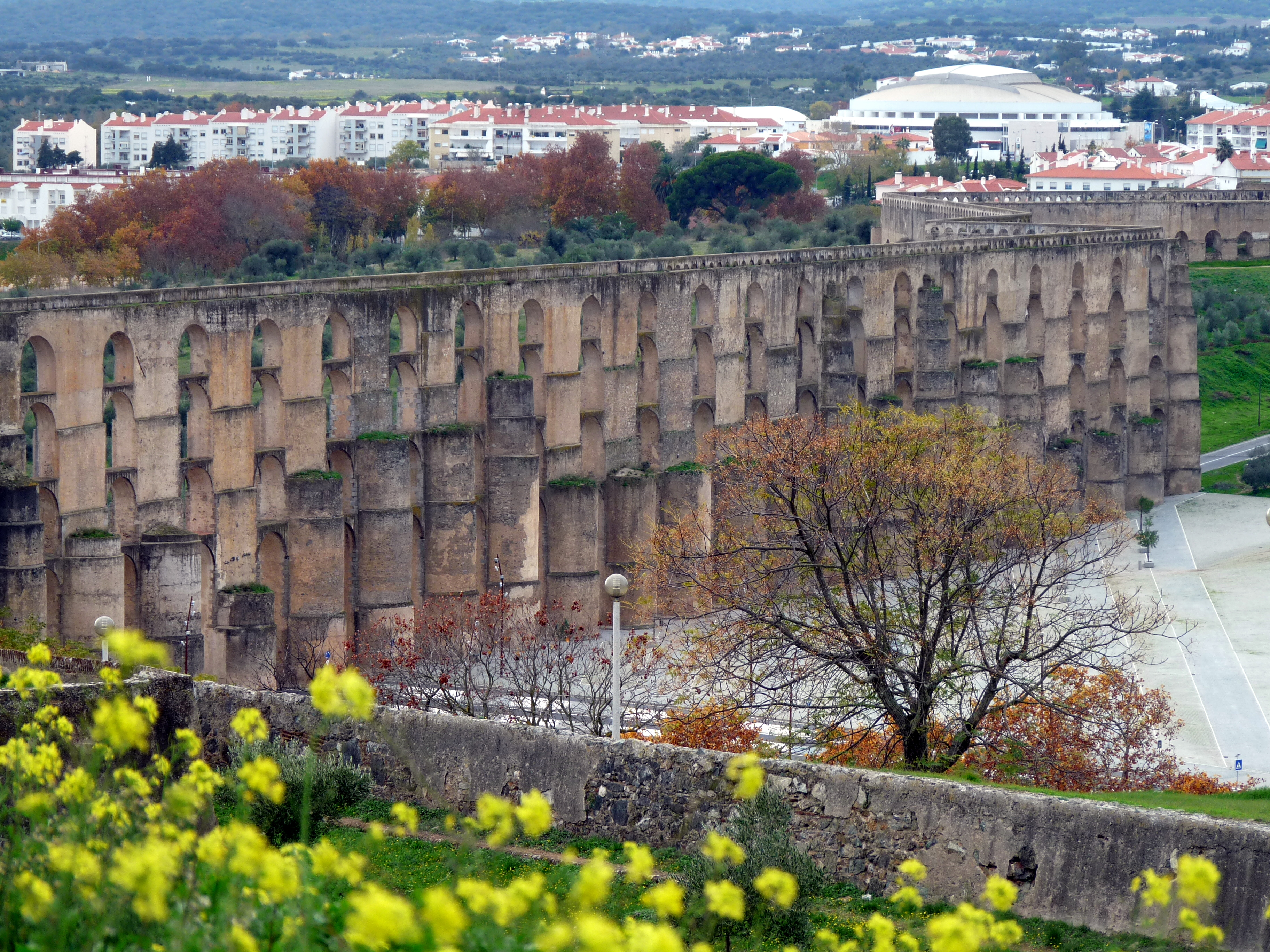
Blick über den Aquädukt von Elvas